# Charles Vandeleur Creagh
Charles Vandeleur Creagh CMG (* 4. Oktober 1842 in Cahirbane, Ballykilty/Clare; † 18. September 1917) war ein britischer Barrister und Kolonialgouverneur Nord-Borneos.

## Biografie
Vandeleur Creagh stammte aus einer Soldatenfamilie. Sein Großvater war Major, sein Vater war Captain und verstarb im März 1857. Aus der Ehe des Vaters mit Grace Emily O’Moore gingen zehn weitere Kinder hervor, darunter der spätere General Sir Garrett O’Moore Creagh. Auch Vandeleur Creagh und ein weiterer seiner Brüder dienten beim Militär. Er absolvierte die Royal Naval School in New Cross und die Eastman’s Royal Naval Academy in Southsea. Zudem diente er als Barrister der Middle-Temple-Kammer.
Bevor er Gouverneur in Nord-Borneo wurde, war er auch Assistenzresident in Perak. Während seiner Gouverneurszeit von 1888 bis 1895 fiel auch die Verwaltung Labuans in seinen Zuständigkeitsbereich. 1890 wurde er als Companion in den Order of St Michael and St George aufgenommen.
Vandeleur Creagh war zweimal verheiratet. Am 6. Juni 1882 heiratete er Blanche Francis Edwardes in Kensington. Aus der Ehe gingen drei Kinder hervor, darunter der spätere Rear-Admiral James Vandeleur Creagh. 1867 heiratete er seine zweite Frau namens Mary. mit ihr hatte er weitere zwei Kinder.